# Piaski Bankowe
Piaski Bankowe – kolonia w Polsce położona w województwie łódzkim, w powiecie łowickim, w gminie Bielawy.
W latach 1975–1998 miejscowość administracyjnie należała do województwa skierniewickiego.

## Zabytki
Według rejestru zabytków Narodowego Instytutu Dziedzictwa na listę zabytków wpisany jest obiekt:
- park dworski, ok. 1900, nr rej.: 567 z 20.06.1981